# Denaea
Denaea is een geslacht van uitgestorven kleine kraakbeenvissen binnen de familie Falcatidae (orde Symmoriida). Het geslacht is in België bekend uit het mergel van Denée, in Rusland, Duitsland, Polen, Engeland en China. Het is gedateerd in het Carboon, van het Viséen tot het Gzhelien, ongeveer tussen 346,7 en 298,9 miljoen jaar geleden.

## Geschiedenis
De eerste fossielen van Denaea werden ontdekt in de zwarte mariene kalksteen van het Viséen, bekend als zwart marmer van Denée in de provincie Namen in België. Ze werden in 1922 benoemd onder de soortnaam Denaea fournieiri door P. Pruvost; de soortaanduiding eert G. Fournier. Het holotype is CAM 201. Andere soorten zijn Denaea decora Ivanov 1999, Denaea saltsmani Ginter & Hansen 2010 en Denaea wangi Wang, Fan & Wang 2004.

## Etymologie
De geslachtsnaam is afgeleid van het Belgische dorp Denée waar de eerste fossiele resten werden ontdekt.

## Beschrijving
Met de verwante families Stethacanthidae en Symmoriidae, worden de Falcatidae gekenmerkt door de aanwezigheid aan de basis van hun borstvinnen van een min of meer langwerpig kraakbeenachtig aanhangsel (metopterygische as), posterieur aan het basale kraakbeen.
Het zijn kleine vissen, moeilijk te beoordelen gezien de zeldzaamheid van gedeeltelijke skeletresten. Bij de typesoort Denaea fournieiri vertonen de tonen vijf of zeven dunne, puntige knobbels van verschillende grootte, waarbij de middelste knobbel langer is dan de andere. Het aantal knobbels varieert tussen de soorten: de tanden van Denaea wangi kunnen er tot elf hebben, met de meest prominente knobbel niet in het midden.